# Geo Salmon
Pour les articles homonymes, voir Salmon.
Georges Salmon, né le 27 août 1924 à Bruxelles (province de Brabant) et mort le 16 novembre 2006 à Waremme (province de Liège), alias Jo Almo, Geo Salbert ou encore Pipette, est un journaliste et chroniqueur BD, belge francophone, d'origine française. Il est connu pour avoir été le maquettiste d’André Franquin pour la série Spirou et Fantasio et pour avoir donné l'idée du scénario des Voleurs du Marsupilami.

## Biographie
Georges Salmon naît le 27 août 1924 à Bruxelles.

### Débuts
Après une formation artistique à l'Institut Saint-Luc de Bruxelles-Schaerbeek, Georges Salmon se fait engager au début de l'année 1945 comme traceur par un studio de dessin animé bruxellois, la C.B.A.. Il y est recruté en même temps qu'André Franquin et Morris. Eddy Paape est déjà présent dans le studio et Peyo les rejoint ensuite.
À la fin du studio, à l'été 1945, il réalise, à l'instar de certains de ses anciens collègues, quelques illustrations et notamment des couvertures pour le journal belge Le Moustique entre 1946 et 1948, grâce à Morris qui publiait déjà pour les éditions Dupuis du temps du studio C.B.A.. Finalement il abandonne le dessin et quitte momentanément le milieu de la BD, en s'engageant comme journaliste au quotidien économique et financier belge Le Moniteur des Intérêts Matériels ou Monimat, dont le rédacteur en chef est Jacques Meuris.
Il s'en explique :

« Quand j'ai commencé à fréquenter ces grands du dessin, j'ai vu que je ne savais pas du tout dessiner. À côté d'eux, j'étais de la cacaille. »

### Maquettiste d'André Franquin
Geo Salmon est surtout réputé pour avoir été le maquettiste de Franquin pour la série Spirou et Fantasio. En effet Franquin aimait avoir sous les yeux les représentations en 3D des engins qu'il dessinait. Pour cela, il faisait appel à son ami, passionné de modélisme, qui avait un véritable talent dans ce domaine.
Leur première collaboration date de 1950, avec la réalisation de la maquette de l'avion téléguidé de Mystère à la frontière (album Les Chapeaux noirs). C'est encore lui qui réalise les maquettes de la Turbotraction (1953) en terre glaise et de la Turbot II (1957) en balsa après de nombreuses recherches graphiques, se rapprochant ainsi de la démarche du design automobile. Enfin, les géniales machines de Zorglub passeront entre ses doigts pour prendre vie, telle la Zorglumobile (1959) construite en métal.

### L'apprenti scénariste et la valeur du Marsupilami
Tout en réalisant des maquettes pour aider Franquin dans son dessin, il l'assiste au scénario. C'est peut-être grâce à Geo Salmon que le marsupilami existe toujours, puisque Salmon poussa Franquin à garder ce personnage en lui trouvant, avec sa femme, une idée de scénario pour l'album Les Voleurs du marsupilami, sous le pseudonyme de Jo Almo.
Bon connaisseur de l'automobile, il va être sollicité par des dessinateurs pour écrire des scénarios sur ce sujet . Ainsi, il signe le scénario d'un récit réaliste sur la vie de Louis Renault pour Arthur Piroton, publié dans Le Moustique à la fin des années 1950. C'est au tour du grand Jijé d'être dépanné par Georges Salmon lorsqu'il doit réaliser un récit, cette fois consacré à Fangio, pour le périodique Bonux Boy, en 1960. De même, Jidéhem, autre membre de l'atelier Franquin, pense à lui quand il doit répondre à un travail de commande pour Berliet en 1964.

### Bricolages et chroniques: deSpirouàTintin
Les premiers bricolages de Salmon pour le journal Spirou sont des paper toys : des montages d'éléments à plier. Pour cela, il collabore avec les dessinateurs du journal : avec Peyo il réalise le champignon des Schtroumpfs en 1961 en s'adaptant à la taille des figurines latex en vente à l'époque ; avec Morris il conçoit La diligence de Lucky Luke en 1963.
Geo Salmon quitte son travail de journaliste économique et devient collaborateur officiel du journal Spirou en 1964, responsable du matériel publicitaire. Il devient aussi rédacteur en signant Pipette la chronique moto illustrée par Jidéhem la même année et jusqu'en 1972. Cette chronique est brièvement réactualisée en 1986 avec Un Essai motard, illustrée par Degotte, inspirée de sa série Les Motards.
En 1966, à la demande du nouveau rédacteur en chef du Journal Tintin, Greg, qui le connaît grâce à André Franquin, il écrit une chronique automobile illustrée occasionnellement par Mittéï jusqu'en 1970. Il choisit le pseudonyme de Geo Salbert pour ne pas entrer en conflit avec Charles Dupuis, qui n'aimait pas que ses auteurs passent à la concurrence. Sa production pour Tintin ralentit ensuite significativement, il ne signe que quelques articles pour l'hebdomadaire jusqu'en 1975.
Il termine ensuite sa carrière de journaliste dans la revue de modélisme naval RC Marine jusque dans les années 1990.
Geo Salmon meurt le 16 novembre 2006 à Waremme, à l'âge de 82 ans.

### Vie privée
Il résidait à Jette, une commune bruxelloise, et il était veuf de Marguerite Vanderlinden.

## Œuvres

### Dans des périodiques

#### Le Moustique
- Couvertures et illustrations, fin des années 1940.
  - Couverture no 31, 1947.
  - Couverture no 32, 1947[Note 2].
  - Couverture no 1171, 1948.
- Un récit sur Louis Renault (scénario), avec Arthur Piroton (dessin), 8 pl., 2e moitié des années 1950.

#### Journal de Spirou
- Spirou et Fantasio (idée du scénario) avec Franquin (dessin) :
  - Le Voleur du Marsupilami, 1952.
- 58 chroniques motos (texte), avec Jidéhem (dessin), rédactionnels Pipette, 1964-1972.
- Où Deux Cloches découvrent un œuf (texte), avec Jidéhem (dessin), un conte de Pipette, 4 pl., no 1459, 1966.
- Couverture "sable" (montage photo), avec Roba (dessin), double page, no 1524, 1967.
- Le Grain magique (texte), avec Jidéhem (dessin), un conte de Pipette, 2 pl., no 1756, 1971.
- L'Arola pour tous (texte), rédactionnel auto, no 2216, 1980.
- 8 chroniques motos (texte), avec Degotte (dessin), rédactionnels Un Essai motard, 1986-1987.

#### Bonux Boy
- Fangio, l’as prudent (scénario), avec Jijé (dessin), no 1, 8 pl., 1960.

#### Journal Tintin
- 46 chroniques autos (texte, sous le pseudonyme de Geo Salbert), avec parfois Mittéï (dessin de 7 chroniques), rédactionnels (sous différents titres : Tintin auto, Tintin-auto 7 à 77, Auto de 7 à 77, etc), 1966-1970.
- Accordéons et sécurité (texte), avec Hergé (dessin), publicité, 1969.
- Le Dossier des voitures d'après-demain (texte), rédactionnel 2000 magazine, 1971.
- Le Pilote de Formule 1 est-il un sportif ? (texte), rédactionnel Tintin sports, 1971.
- Le Roi de la montagne (texte), rédactionnel Tintin rencontre, 1975.

##### Tintin Sélection
- Le Pays des toits ficelés (texte), rédactionnel, no 9, 1970.
- Album de famille de l'automobile (texte), rédactionnel en 3 parties, no 14, no 16, no 17, 1971-1972.

### En albums BD
- Spirou et Fantasio (idée du scénario), avec André Franquin (dessin), Dupuis :
  - 5. Les Voleurs du Marsupilami, 1954.
- Mission BX 415 (scénario), avec Jidéhem (dessin), Berliet, 1964 (20 pl.)[Note 3].
  - Réédité chez Bédéscope, 1986.
- Valhardi : Le Gang du Diamant (avec Fangio, l’as prudent, scénario de Geo Salmon), collection « Jijé » no 6, Musée Jijé, 2016.

### Artbook
- Christelle Pissavy-Yvernault et Bertrand Pissavy-Yvernault, Franquin, Morris, Jijé, Sempé... : 200 couvertures inédites pour le journal Le Moustique, Marcinelle, Dupuis, 1er novembre 2015, 312 p., ill. ; 29,8 cm (ISBN 978-2-8001-6571-4, présentation en ligne).

### Maquettes réalisées

#### Papertoys
Les paper toys sont des montages et pliages de papier, semblables aux origamis, qui pouvaient être publiés dans le journal et offerts en cadeaux aux lecteurs. Geo Salmon en a réalisé plusieurs pour le Journal Spirou dans les années 1960.
- Le bureau de Gaston, avec Franquin et Jidéhem, no 1184, 1960.
- Le champignon des Schtroumpfs, avec Peyo, no 1225, 1961.
  - Réédité dans le no 3680 "Spécial Schtroumpfs", 2008.
- Spirou Mémo-radio, avec Franquin, no 1235 (version belge), 1961.
- La diligence de Lucky Luke, avec Morris, no 1303, 1963.
- Construisez votre carrousel, no 1502 (version belge), 1967.

#### Maquettes 3D
Ces maquettes ont servi essentiellement à André Franquin pour les aventures de Spirou et Fantasio. Jidéhem, qui travaillait à une nouvelle aventure de Sophie dans l'Atelier Franquin en 1965, reprit pour modèle le porte-avion monté par Salmon quelques années auparavant, qui était resté dans l'atelier. Pour les maquettes inventées par Geo Salmon, Franquin réalise toujours des croquis, même pour les modèles du taxi de Gaston, alors que les maquettes sont postérieures à l'invention du véhicule dans la série.
- L'avion téléguidé (modèle existant, planeur) dans Mystère à la frontière (1950).
- Le Fantacoptère dans Spirou et les Héritiers (1951) et les récits qui suivent.
- Le Zantajet dans Spirou et les Héritiers (1951).
- La Turbotraction en terre glaise dans La Corne de rhinocéros (1953) et les récits qui suivent.
- Le cargo M.S. Selectivity (modèle existant, au 1/200e) pour Le Discret dans Le Repaire de la murène (1955) et Spirou et les Hommes-bulles (1960).
- La Turbot II en balsa (au 1/45e) dans Vacances sans histoires (1957) et les récits qui suivent.
- La Zorglumobile en métal (au 1/25e) dans Z comme Zorglub (1959) et L'Ombre du Z (1960).
- Le porte-avion (modèle existant) dans L'Ombre du Z (1960).
  - Repris par Jidéhem pour Le Formidable dans La Bulle du silence (1965).
- La Fiat 509 de Gaston Lagaffe :
  - en bois (au 1/24e), téléguidée (1986).
  - en plastique ABS et métal, au 1/9e, radio-guidée (1991).

##### Photos des maquettes
Plusieurs photographies de ces maquettes ont été publiées dans l'album Gaston 1957-1966, dans la collection VO aux éditions Marsu Productions en 2010. Bruno Cabanis a publié quant à lui un livre intitulé Les Sculpteurs de la BD aux éditions Eyrolles en 2014, avec un chapitre consacré à Geo Salmon et avec des photographies de ses maquettes. Le même Bruno Cabanis avait réalisé des tirages uniques (impression sur EPSON K3, papier Velvet Fine Art de format A3, n°EA 1/1 et signé) de la Zorglumobile, du Discret et de la Turbot II, qui étaient mis aux enchères chez Drouot au profit de la Fondation Papillon en 2013.
- M.S. Selectivity (Le Discret) :
  - 4 photos couleurs publiées dans Le Repaire de la murène, coll. « V.O. » t. 2, Marsu Productions, 2009[16], p. 102-p. 103.
  - 1 photo couleur publiée dans La Véritable Histoire de Spirou, vol. 2, Dupuis, 2016, p. 292
- Turbot II[17] :
  - 2 photos noir et blanc publiées dans l'Intégrale Spirou et Fantasio t. 5, Rombaldi, 1986, p. 1048[18]
  - 2 photos n&b et couleur publiées dans Vacances sans histoires, coll. « Patrimoine », Dupuis, 2014, p. 76[19] et p. 87.
- Zorglumobile[20] :
  - 4 photos noir et blanc publiées dans l'Intégrale Spirou et Fantasio t. 6, Rombaldi, 1986, p. 1274 (3) et p. 1308 (1)
  - 2 photos noir et blanc publiées dans Le Mythe Zorglub, intégrale Spirou et Fantasio t. 7, Dupuis, 2009, p. 19
- Fiat 509 de Gaston (version au 1/9e) :
  - 3 photos couleurs publiées dans le Journal Spirou no 2795 du 6 novembre 1991, p. 8-9[21]

### Filmographie
- Le Chat d'La Mèr' Michel (traçage, avec Marie-José Bellefroid et Morris), Studio C.B.A., 1945 (4 min).
- Il était... un petit navire (traçage, avec Marie-José Bellefroid et Morris), Studio C.B.A., 1945 (5 min 20 s).

## Réception

### Hommages
- André Franquin caricature son ami en pilote d'avion dans une aventure de Spirou et Fantasio, L'Héritage.
- Une rue Jo Almo apparaît dans un one-shot de Spirou et Fantasio, Le Groom vert-de-gris[22] (dans le quartier des Marolles, page 16) d'Olivier Schwartz et Yann.